# Santa María de la Paz
Santa María de la Paz är en ort i Mexiko.   Den ligger i kommunen Santa María de la Paz och delstaten Zacatecas, i den centrala delen av landet, 500 km nordväst om huvudstaden Mexico City. Santa María de la Paz ligger 1 933 meter över havet och antalet invånare är 1 684.
Terrängen runt Santa María de la Paz är huvudsakligen kuperad, men den allra närmaste omgivningen är platt. Runt Santa María de la Paz är det glesbefolkat, med 12 invånare per kvadratkilometer. Närmaste större samhälle är Tepechitlán, 19,5 km norr om Santa María de la Paz. I omgivningarna runt Santa María de la Paz växer huvudsakligen savannskog.